# Grampians Trophy 2021
Il Grampians Trophy 2021 è stato un torneo professionistico di tennis giocato all'aperto sul cemento. È stata la prima edizione del torneo facente parte della categoria WTA 500 nell'ambito del WTA Tour 2021. Il torneo si è svolto a Melbourne Park in Australia, dal 3 al 7 febbraio 2021. È stato organizzato in concomitanza con il Gippsland Trophy e con il Yarra Valley Classic, per sopperire alla mancanza di tornei dovute alle restrizioni del governo australiano per le giocatrici che avrebbero dovuto disputare uno di questi tornei ma che non hanno potuto a causa dell'ulteriore periodo di quarantena. Il torneo di doppio non era previsto nel programma.
A causa di un ritardo nella programmazione la finale non è stata disputata ed entrambe le finaliste, ovvero Anett Kontaveit e Ann Li, hanno ricevuto il trofeo. Entrambe inoltre hanno ricevuto i punti e il premio in denaro destinato alle finaliste.

## Partecipanti

### Teste di serie
| Nazionalità | Giocatrice         | Ranking* | Testa di serie |
| ----------- | ------------------ | -------- | -------------- |
| Canada      | Bianca Andreescu   | 8        | 1              |
| Svizzera    | Belinda Bencic     | 12       | 2              |
| Bielorussia | Viktoryja Azaranka | 13       | 3              |
| Kazakistan  | Elena Rybakina     | 19       | 4              |
| Grecia      | Maria Sakkarī      | 22       | 5              |
| Estonia     | Anett Kontaveit    | 23       | 6              |
| Stati Uniti | Jennifer Brady     | 24       | 7              |
| Germania    | Angelique Kerber   | 25       | 8              |
| Stati Uniti | Alison Riske       | 26       | 9              |

* Ranking al 25 gennaio 2021.

### Altre partecipanti
Le seguenti giocatrici sono entrate in tabellone come alternate:
- Oksana Kalašnikova
- Ellen Perez

### Ritiri
Prima del torneo
- Bianca Andreescu → sostituita da  Oksana Kalašnikova
- Paula Badosa → sostituita da  Bethanie Mattek-Sands
- Alison Riske → sostituita da  Ellen Perez
- Dajana Jastrems'ka → sostituita da  Gabriela Dabrowski

Durante il torneo
- Viktoryja Azaranka
- Ellen Perez

## Punti e montepremi
| Evento     | V       | F       | SF      | QF     | 2T     | 1T     |
| Punti      | 470     | 305     | 185     | 100    | 55     | 1      |
| Montepremi | $50 000 | $33 520 | $18 610 | $8 770 | $5 550 | $3 000 |

## Campionessa

### Singolare
Anett Kontaveit vs.  Ann Li non disputata.